# Юханссон, Эрик (гандболист)
Эрик Юханссон (швед. Eric Oscar Johansson; род. 28 июня 2000, Эскильстуна) — шведский гандболист, выступает за клуб «Киль» и сборную Швеции. Чемпион Европы 2022 года, бронзовый призёр чемпионата Европы 2024 года.

## Карьера

### Клубная
Юханссон играл в гандбольной лиге Швеции с 2017 года в составе «Эскильстуна Гуиф». В сезонах 2019/20 и 2020/21 годов становился четвертым и вторым лучшим бомбардиром шведской лиги.
В 2021 году перешёл в норвежский клуб «Эльверум», за который выступал в чемпионате норвегии, а также в Лиге чемпионов ЕГФ. Стал чемпионом Норвегии в 2022 году.
С сезона 2022/23 годов играет за клуб немецкой Бундеслиги «Киль». С этой командой выиграл Суперкубок Германии 2022 и 2023 годов, а также чемпионат Германии 2023 года.

### Международная карьера в сборной
В составе сборной Швеции Юханссон дебютировал 4 ноября 2021 года в матче против Польши.
На чемпионате Европы 2022 года Юханссон в составе национальной команды одержал победу в турнире. В финале шведы победили испанцев и стали чемпионами Европы.
На чемпионате мира 2023 года принял участие. Забил 11 голов в самой крупной победе Швеции на чемпионатах мира. Соперник Уругвай проиграл со счётом 12:47.
В 2024 году завоевал бронзовую медаль на чемпионате Европы в Германии. Сыграл восемь матчей и забил 10 голов.
В начале 2025 года принял участие в матчах чемпионата мира. Швеция неудачно выступила на этом турнире, заняв только лишь 14-е место.

## Личная жизнь
Состоит в отношениях с датской гандболисткой Кристиной Уайлдборк.